# Curetis metayei
Curetis metayei är en fjärilsart som beskrevs av Inoué och Kawazoé 1965. Curetis metayei ingår i släktet Curetis och familjen juvelvingar. Inga underarter finns listade i Catalogue of Life.